# Czarne Dąbrówno
Czarne Dąbrówno (kasz. Jezoro Czôrné Dãbrówno) – jezioro rynnowe położone na Pojezierzu Bytowskim (powiat bytowski, województwo pomorskie) na terenie gminy Studzienice. Czarne Dąbrówno jest jeziorem lobeliowym i zajmuje powierzchnię 40,4 ha. Na wschód od jeziora znajduje się wieś Czarna Dąbrowa.